# マリー・ルイーゼ・シュタール
マリー・ルイーゼ・シュタール（Marie Luise Stahl, 1990年12月25日 - ）は、ドイツの女優。

## 出演作品
- 小さな魔法使いと秘密の城 リトル・ウィッチ2（エレア）